# 위안청구

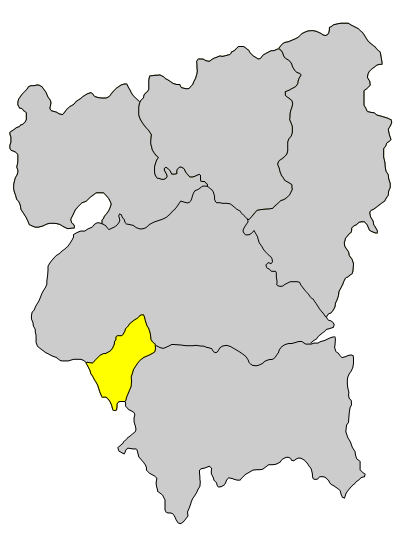
위안청 구의 위치

위안청구(한국어: 원성구, 중국어: 源城区, 병음: Yuánchéng Qū)는 중화인민공화국 광둥성 허위안 시의 현급 행정구역이다. 넓이는 365km2이고, 인구는 2007년 기준으로 290,000명이다.

## 행정 구역
4개 가도, 2개 진을 관할한다.
- 가도: 上城街道 , 东埔街道 , 新江街道 , 源西街道
- 진: 源南镇 , 埔前镇